# Areca hutchinsoniana
Areca hutchinsoniana är en enhjärtbladig växtart som beskrevs av Odoardo Beccari. Areca hutchinsoniana ingår i släktet Areca och familjen Arecaceae. Inga underarter finns listade i Catalogue of Life.